# Эль-Фуа
Эль-Фуа (араб. الفوعة‎) — населённый пункт в Сирии, расположенный в районе Идлиб одноимённой мухафазы. Согласно Центральному бюро статистики Сирии численность населения в 2004 году составляла 10 264 человек. Население — преимущественно мусульмане-шииты.

## История
В ходе Гражданской войны в Сирии населённые шиитами поселения Эль-Фуа и Кефрая, расположенные в мухафазе Идлиб, оказались со всех сторон окружены отрядами сирийской оппозиции, но несмотря на длительную осаду, продолжают сохранять верность правительству Башара Асада. Правительственными войсками неоднократно предпринимались безуспешные попытки прорыва блокады этих населённых пунктов.